# Kent Police
Kent Police est la force de police qui couvre le comté du Kent, et qui protège une population de 1 650 000 habitants. Le chef de la police est actuellement Ian Learmonth, qui a été nommé en 2010.
En raison du tunnel sous la Manche, la police du Kent est l'unique force des polices anglaises à avoir un poste de police en dehors du pays, dans la ville de Coquelles, en France.
Le port de Douvres maintient sa propre force de police.

## Chefs de police du Kent
De 1857 à aujourd'hui:
- Captain John Henry Hay Ruxton- 1er avril 1857 à août 1894
- Major Henry Edwards- 1894 à 1895
- Lt.Col Henry Warde- 1895 à 1921
- Major Harry Ernest Chapman- janvier 1921 à 1940
- Captain J A Davison- 1940 à 1942
- Sir Percy Sillitoe- 1943 à 1946
- Major John Ferguson- 1946 à 1958
- Lt. Col Geoffrey White- 1958 à 1962
- Richard Dawnay Lemon- avril 1962 à 1974
- Barry Pain- 1974 à 1982
- Frank Jordan- 1982 à 1989
- Paul Condon- 1989 à 1993
- David Philips- 1993 à 2003
- Robert Ayling- 1er avril 2003 au 5 janvier 2004
- Michael Fuller- 5 janvier 2004 au 16 février 2010
- Ian Learmonth- 5 juillet 2010 à aujourd'hui